# Musikfestspiele Saar
Die Internationalen Musikfestspiele Saar sind ein Festival der klassischen Musik. Jährlich im Frühjahr begeistern sie für ca. 4 Wochen mit einem kreativen Programm im Saarland und dessen Grenzregionen.

## Die Festspiele
Aufgrund der geographischen Lage des Saarlandes mit seinen Grenzen zu Frankreich und Luxemburg steht für die Musikfestspiele Saar das Thema der Grenzüberschreitung an diesem Scharnier des europäischen Gedankens im Fokus ihrer jährlichen Konzeptionierung. Stand bis 2017 ein musikalisches und kulturelles Kaleidoskop eines Landes im Fokus des Festivals, greift der neue Intendant Bernhard Leonardy ab 2018 kulturverbindende und aktuelle gesellschaftliche Themen auf. Von deutsch-französischen und großregionalen Projekten, von vermehrt interdisziplinären Projektformaten über die Zusammenarbeit mit den ansässigen Hochschulen und des Ausbaus der Musikvermittlungsarbeit und der Zusammenarbeit mit Schulen möchten die Festspiele klassische Musik als eine »Kunst für alle« etablieren. Dies soll durch bestimmte Konzertformate, bewusstes Auswählen untypischer Konzertorte und spezielle Tarife für Geringverdiener geschaffen werden.
Während der jährlichen Festspielsaison werden nahezu alle Landkreise des Saarlandes bespielt und die Zusammenarbeit mit den dort ortsansässigen Kulturinstitutionen, Firmen, Kirchen, Schulen und sozialen Einrichtungen gesucht. Dabei wagen die Musikfestspiele Saar bewusst den Spagat zwischen Weltklasse-Ensembles, der Förderung von Nachwuchskünstlern, der Einbeziehung von Bürgerchören, experimentellen Ensembles und dem Engagement von Jugendensembles. Somit reicht das Konzertspektrum von sinfonischen Konzerten über Kammerkonzerte, Rezitals, genreübergreifende Konzerte, Neue Musik und Straßenkonzerte bis hin zur Etablierung der französischen »Concerts de poche« im Saarland. Die Musikfestspiele Saar konnten sich so in den letzten 30 zu einem kulturellen Leuchtturm des Saarlandes Jahren und einem mitten in der Gesellschaft verankerten Festival etablieren, das jährlich mit ca. 25 Konzerten mehr als 11.000 Zuschauer anzieht.

## Geschichte
Die Internationalen Musikfestspiele Saar wurden 1989 aus einem bürgerlichen Engagement heraus, von ihrem dann langjährigen künstlerischen Leiter Robert Leonardy gegründet. Er folgte damit einem Trend, welcher viele Landesmusikfestivals entstehen ließ. Seitdem bilden die Festspiele als Klassik-Festival neben Saarländischem Rundfunk, Staatstheater und Theater- und Filmfestivals einen wichtigen Pfeiler in der Saarländischen Kulturlandschaft. Die Musikfestspiele Saar fanden früher alle 2 Jahre statt. Waren die ersten 3 Ausgaben noch einem bestimmten Komponisten gewidmet, so etablierte sich mit den Festspielen 1995 unter dem Motto „British Music“ der Fokus auf länderspezifische Ausgaben. Begonnen mit ca. 20 bis 25 Konzerten pro Saison, weitete man den Festspielplan bald auf 40 bis 50 Konzerte pro Jahr aus. 
In den vergangenen Jahren durften die Musikfestspiele viele hochkarätige Orchester, Ensemble und Künstler begrüßen. Dazu zählen unter vielen anderen die Camerata Bern unter Leitung von Thomas Füri, die Tschechische Philharmonie unter der Leitung von Jirí Belohlávec, die St. Petersburger Philharmonie unter der Leitung von Juri Temirkanow, die Royal Liverpool Philharmonic and Choir unter der Leitung von Richard Hickox, das Spanische Nationalorchester unter der Leitung von Cristobál Halffter, das Ballett und Orchester des Bolschoi-Theaters in Moskau, die Wiener Philharmoniker unter der Leitung von Daniele Gatti, das Orchestre National du Capitole de Toulouse unter der Leitung von Michel Plasson, The King’s Singers, die Wiener Sängerknaben, Siegmund Nimsgern, Barbara Hendricks, Jan Garbarek, Arcadi Volodos, David Geringas, Bob Dylan, Bobby McFerrin, David Garrett, Cameron Carpenter, Peter Maffay und Rudolf Buchbinder.
Im Rahmen der Musikfestspiele Saar wurden auch viele Uraufführungen und Auftragskompositionen realisiert.
- Briefe an Elena für Klavier von Petr Eben (1991)
- Maurice Ravels Fünf Chorkantaten (1993)
- Thomas Hoffmann Epitaph für Soli, Chor und Orchester (Auftragskomposition 1997)
- Manuel Hidalgo’s Oper Dalí (Auftragskomposition 1999)
- Antón Garcia Abril Alhambra für großes Orchester (1999)
- Tomás Marco Palacios de Al-hambra für zwei Klaviere und Orchester (1999)
- Grigori Korchmar Sinfonie Nr. 4 (2003)
- Roman Lwowitsch Klaviertrio (Auftragskomposition 2003)
- Marius Baranauskas Konzert für Viola und Orchester (Auftragskompositionen 2007)
- Arvo Pärt Passacaglia für Violine, Vibraphon und Streicher (2007)
- Arvo Pärt In principio für gemischten Chor und Orchester (2007)
- Leif Segerstam Sinfonie Nr. 165 „Measuring musical thoughts in Six Frames freepulsatively without barlines…“  (Auftragskomposition 2007)
- Theo Brandmüller Norge – Bergresonanzen mit Hirtenschalmeirufen (Auftragskomposition 2007)
- Ludwig van Beethoven Oratorium Christus am Ölberge (2013)
- Uraufführung einer Choreographie von Marguerite Donlon von der Donlon Dance Company und dem Ballett des Saarländischen Staatstheaters (2013).

Zu den deutschen Erstaufführungen im Rahmen der Musikfestspiele Saar zählen:
- Maurice Ravel Gaspard de la nuit in der Orchesterbearbeitung von Marus Constant (1993)
- Maurice Ravel Klavierwerke La Parade, Menuet, Forlane und La jeunesse d’Hercule (1993)
- Paul Patterson Fesitvo-Overture (1995)
- Mihály Monsonyl Streichquartett Nr. 6 c-Moll op. 17 (1997)
- Benedek Istvánffy Missa solemnis für Soli, Chor und Orchester (1997)
- Jam virga Jesse Offertorium für Soli, Chor und Orchester (1997)
- Isaac Albéniz Oper Merlin (1999)

Als Höhepunkte sind die Festivals „British Music“ von 1995, bei dem Prince Charles als Schirmherr gewonnen werden konnte, und das „Spanien Festival“ 1999, mit insgesamt 89 Veranstaltungen und dem spanischen König Juan Carlos als Schirmherren, zu nennen.
Ab 2013 teilte sich Robert Leonardy die Leitung der Musikfestspiele Saar mit seinem Sohn Bernhard. Seit 2018 stehen die Festspiele unter seiner alleinigen Leitung. Bernhard Leonardy läutete mit einem jungen Team eine neue Ära der Musikfestspiele ein. Zudem wurde die Saison auf 4 Wochen komprimiert, anstatt wie zuvor Konzerte über das ganze Jahr verteilt zu veranstalten. Somit erhielten die Musikfestspiele Saar ihren Festivalcharakter zurück und reihen sich in eine Linie mit dem Max-Ophüls Film Festival und dem Theaterfestival Perspectives ein. Die Musikfestspiele Saar finden nun jedes Jahr im Frühjahr (April/Mai) mit ca. 25 Konzerten statt. 2019 stand das Saisonkonzept passend zur neuen Teambesetzung unter dem Motto „New Generation!“. In dieser Ausgabe konnten viele junge Künstler, wie Isata Kanneh-Mason, Concertino Praha Gewinner Jan Cmeijla, Youtube-Star Valentina Lisitsa, das European Union Youth Orchestra, die Academy of St Martin in the Fields mit Julia Fischer und Augustin Hadelich, die Berliner Barock Solisten und The King’s Singers für die Festspiele gewonnen werden. Zudem wurde eine Kooperation mit der Hochschule für Musik Saar etabliert, die zu einem Open-Air-Konzert mit Lichtinstallation an der Ludwigskirche mit dem Chor, Orchester und Solisten der HfM Saar führte.
Das geplante Konzept „Unerhört 2020“ musste aufgrund der Sars-CoV-2 Pandemie abgesagt und um ein Jahr verschoben werden, doch auch in der Saison 2021 beschäftigen sich die Festspiele mit dem Thema Industrie und Natur unter dem Motto „Ursprünge“.

## Projekte
Kinderbuchreihe „poco a poco – Kinder erleben Klassik“
„Musikvermittlung“ ist heute einer der meistverwandten Begriffe im Musikleben. Publikumsschwund und -überalterung bei klassischen Konzerten und das Verschwinden des Musikunterrichts aus den allgemeinbildenden Schulen bzw. Musiklehrermangel treiben Kulturinstitutionen seit ca. 20 Jahren vermehrt an, Formate zu entwickeln, um die Neugier auf klassische Musik vor allem bei jungen Menschen zu wecken und nachhaltig aufrechtzuerhalten.
Kulturinstitutionen versuchen dies mit speziell auf Kinder zugeschnittenen Konzertformaten: Klassische Stücke werden erklärt und musikalische Märchen erzählt. Das Liveerlebnis zieht Kinder in ihren Bann und lässt sie mit Staunen zurück. Viele Eltern versuchen an diese neu gewonnene Neugier mit Kinderliteratur über klassische Musik anzuknüpfen, oftmals versehen mit einer Begleit-CD. Doch die Verbindung zwischen Liveerlebnis und Kinderbuch bleibt oft aus, da zwischen diesen beiden Erlebniswelten thematisch meist eine Lücke bleibt.
Peer Gynt als Kinderbuch
Die Musikfestspiele Saar haben diese Lücke 2018 mit einem innovativen Musikvermittlungskonzept geschlossen. Mit Ruth Jung konnten wir eine erfahrene Autorin und Zeichnerin gewinnen, die ein klassisches Werk, welches live in einem Kinderkonzert gespielt und erzählt wurde, in eine Handlung eingebettet und mit Illustrationen versehen hat. Das Werk wurde im Vorhinein eingespielt und als CD produziert. So können die jungen Konzertbesucher direkt im Anschluss an das Konzert, ein Buch mit nach Hause nehmen, das ein nachhaltiges Interesse sichert und eine Vertiefung ermöglicht. In den Festivalwochen 2018 erschien zum Live-Konzert von Edvard Griegs „Peer Gynt-Suite“ das erste Kinderbuch mit einer Begleit-CD (das Landes-Jugend-Symphonie-Orchester Saar hat das Werk eingespielt).
Die Kinderbuchreihe „poco a poco – Kinder erleben Klassik“ wird in den kommenden Festspielsaisons fortgesetzt.